# Pierre Daure
Pierre Daure, né le 2 mai 1892 à Mazamet, mort le 9 avril 1966 à Juvanzé, est un physicien français. Il a été recteur de l'université de Caen de 1937 à 1941, puis préfet du département du Calvados en 1944, à la Libération, et à nouveau recteur de l'académie de Caen où il s'est consacré à la reconstruction de l'université.

## Biographie
Ancien élève de l'École normale supérieure de la rue d'Ulm, reçu premier de sa promotion, en 1913, Pierre Daure est mobilisé pendant la Première Guerre mondiale en tant que capitaine d’État-major. 
Il consacre ensuite sa thèse à la diffusion de la lumière en milieu gazeux. Il fait partie des physiciens qui se spécialisent sur l'optique, comme Raman puis Alfred Kastler. Pierre Daure, Jean Cabannes et Yves Rocard découvrent l'effet Cabannes - Daure en 1928. Pierre Daure est nommé professeur en 1930 à l'université de Bordeaux où il eut Alfred Kastler comme assistant.
En 1937, Pierre Daure a été nommé recteur de l’université de Caen. Opposé à la collaboration, il est révoqué fin 1941 pour raisons politiques, par Jérôme Carcopino, secrétaire d'état à l'Éducation nationale et à la Jeunesse du régime de Vichy, à la demande du ministre de l'Intérieur Pierre Pucheu. 
Pierre Daure rejoint la résistance et est nommé le 10 juillet 1944 préfet du département du Calvados, premier département libéré.
En 1948, redevenu recteur, il s'implique dans les travaux de reconstruction de l'université de Caen qui commenceront cette année et qui dureront jusqu'à 1957. En 1962, il est battu dans une triangulaire avec 32% dans la 2e circonscription de l'Aube sous l'étiquette gaulliste pour faire chuter le maire de Troyes, soutenu par le CNI, en ne se retirant pas au 2e tour.
Marié à Marianne Coulet (1900-1988), sœur de François Coulet, ils ont eu deux enfants, David Daure et Christine Daure-Serfaty. Il prit sa retraite en 1963 à Juvanzé dans l'Aube où il mourut en 1966.

## Distinctions
- Chevalier de la Légion d'honneur
- Croix de guerre 1914–1918
- Officier d'académie
- Ordre de l'Empire britannique à titre civil (Commandeur)

## Hommages
Après sa mort, le nom de Pierre Daure est donné à une rue de Caen proche de la Cité Universitaire, la rue Recteur-Daure. 
L'un des principaux amphithéâtre de l'université de Caen (768 places) porte également son nom. L'amphi Pierre-Daure est séparé de l'aula magna par des portes magistrales, œuvre du ferronnier d'art Raymond Subes.